# Transmisión universal Winterthur
La transmisión universal Winterthur (o también unidad universal SLM)  es un accionamiento para locomotoras eléctricas inventado por el ingeniero suizo Jakob Buchli. Después del desarrollo de la exitosa transmisión Buchli, dejó en 1924 la compañía de material móvil ferroviario Brown Boweri & Cie  para trabajar con SLM (la Fábrica Suiza de Locomotoras y Máquinas), donde diseñó la transmisión universal. 

## Construcción

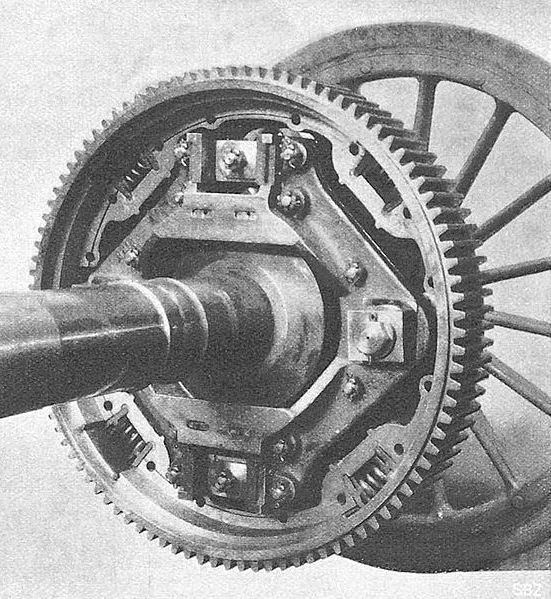
Juego de ruedas motrices con embrague cruzado abierto

El accionamiento universal SLM se caracteriza por la relación de transmisión doble, por lo que la relación de transmisión se puede seleccionar libremente dentro de un amplio rango. Dos motores coaxialmente opuestos están dispuestos en el cuerpo de la locomotora sobre el respectivo eje motriz. El conjunto de engranajes es impulsado por una relación de engranajes doble, de forma que la segunda rueda de engranajes está conectada en el centro al conjunto de engranajes con un acoplamiento de junta universal.

## Mantenimiento
La unidad compacta y relativamente ligera garantiza  masas no suspendidas pequeñas. Sin embargo, era difícil acceder al mecanismo para trabajos de mantenimiento y de reparación. Los engranajes no siempre soportaban las cargas y se desgastaban rápidamente. Las locomotoras con la unidad universal SLM eran impopulares entre los ferroviarios debido al aullido que producían sus engranajes. 
Con la llegada de las locomotoras con bogies tractores a partir de la década de 1940, la unidad universal SLM perdió su utilidad inicial. 

## Locomotoras con accionamiento universal SLM
| País         | Compañía | Serie         | Número | Año de construcción | Fabricante          | Ejes                    | Uso             | Imagen |
| ------------ | -------- | ------------- | ------ | ------------------- | ------------------- | ----------------------- | --------------- | ------ |
| India        | GIPR     | EA/1          | 22     | 1928–1930           | SLM, Metrovick      | 2’Bo(A1)’               | Trenes expresos |        |
| India        | GIPR     | EA/2          | 1      | 1938                | SLM, Metrovick      | 2’Bo(A1)’               | Trenes expresos |        |
| Suiza        | SBB      | Ae 8/14 11851 | 1      | 1932                | SLM, MFO            | (1A)A1A(A1)+(1A)A1A(A1) | Trenes de carga |        |
| Suiza        | SBB      | Ae 8/14 11852 | 1      | 1938                | SLM, BBC            | (1A)A1A(A1)+(1A)A1A(A1) | Trenes de carga |        |
| Suiza        | SBB      | Ae 4/6        | 12     | 1941–1944           | SLM, BBC, MFO, SAAS | (1A)Bo(A1)              | Trenes expresos |        |
| Países Bajos | NS       | 1000          | 10     | 1948                | SLM, Werkspoor      | (1A)Bo(A1)              | Trenes de carga |        |